# پناهگاه سنگی گل ناب
پناهگاه سنگی گل ناب مربوط به دوران پیش از تاریخ ایران باستان است و در شهرستان دلفان، بخش کاکاوند، روستای چشمه کلان واقع شده و این اثر در تاریخ ۲۳ شهریور ۱۳۸۲ با شمارهٔ ثبت ۱۰۰۱۷ به‌عنوان یکی از آثار ملی ایران به ثبت رسیده‌است.